# Maison de rapport Isakov
La maison de rapport Isakov ou maison du marchand Isakov (en langue russe: Доходный дом И. П. Исакова) est un immeuble d'habitation composé de plusieurs appartements située à la rue Pretchistenka à Moscou, construit en 1904-1906 par la Société anonyme de commerce et de construction de Moscou, suivant le projet de l'architecte Lev Kekouchev.
Le bâtiment est l'un des plus réussis de l'architecture "modern" de Moscou. Il se distingue par le style artistique de sa façade, la richesse de sa décoration et de la composition de l'ensemble. Cette maison de rapport est classée comme monument historique et culturel des peuples de la fédération de Russie.

## Histoire

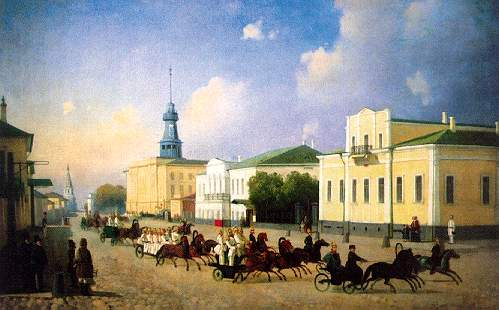
La rue Pretchistenka sur une toile d'un maître inconnu au milieu du XIX s. À droite le coin d'un des bâtiments et une partie du jardin de la propriété Bestoujev-Rioumine.

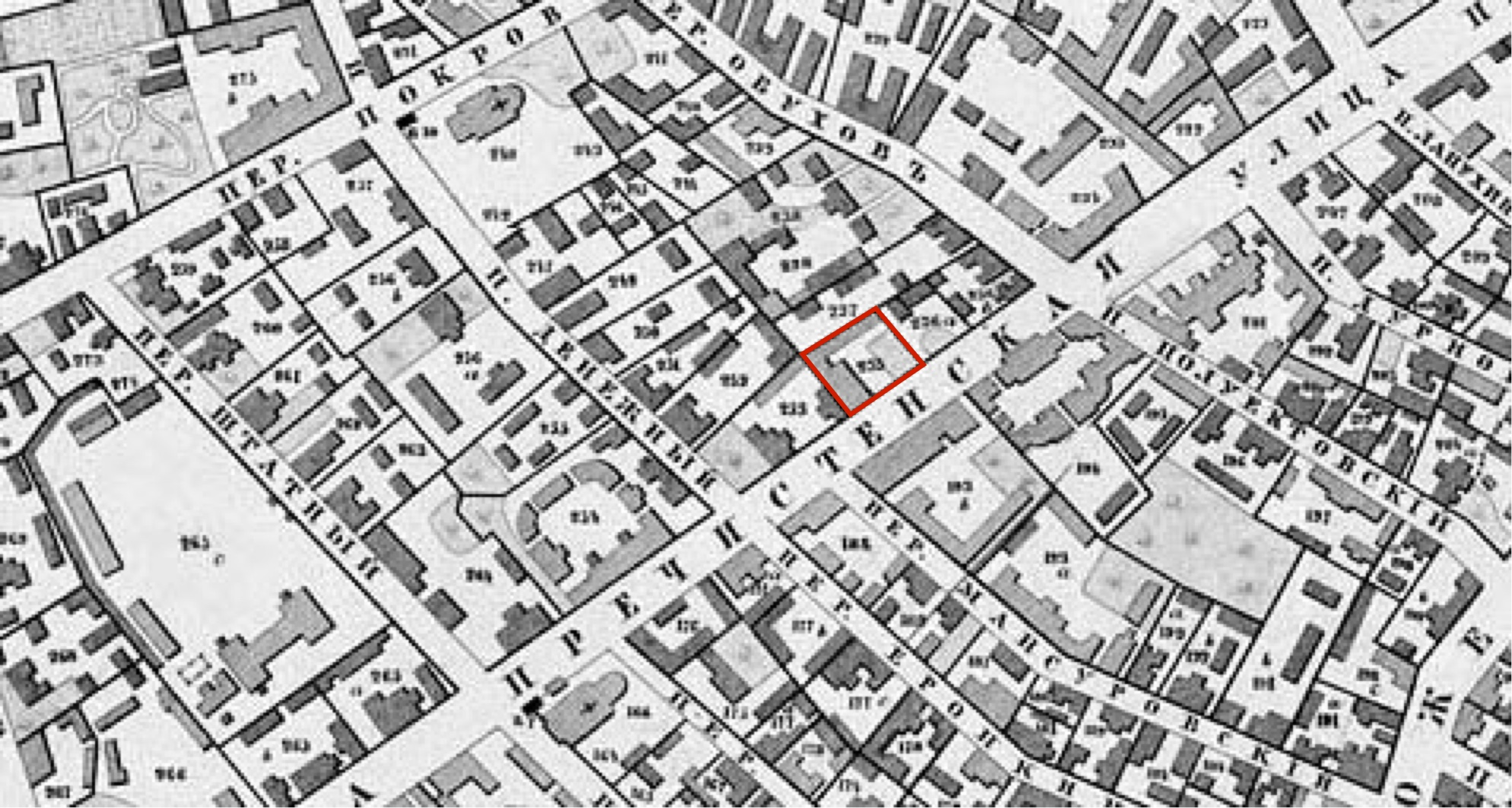
Emplacement du terrain sur l'Atlas de la ville de Moscou en 1853

Le terrain sur lequel est construit cet immeuble était encore, à la fin du XVIIIe siècle, début du XIXe siècle, une vaste propriété de la Maison Bestoujev-Rioumine, située au coin des ruelles Pretchistenka et Oboukhov (actuelle ruelle Tchisti). 
En 1903, la marchand Fédor Streltsov, qui était propriétaire du domaine, le vendit à la Société anonyme de commerce et de construction de Moscou. La même année, toutes les constructions qui se trouvaient encore sur les terrains sont détruites,,.
Cette société moscovite, qui avait à sa tête Iakov Rekk, est au début du XXe siècle une des plus puissantes sociétés de construction de maisons de l'empire russe. Le problème qui se posait à Rekk et à sa société était de s'orienter vers les nouveautés introduites en matière de culture et de techniques en Europe occidentale : « Il faut embellir Moscou par le style de ses demeures, qui bénéficieraient de l'apport du confort moderne occidental, sans abandonner pour autant le style national tel qu'on le trouve à Moscou ». Rekk choisit à cette fin le style en vogue à cette époque à l'Ouest : le style Art Nouveau. La société moscovite a réussi à réaliser le but qu'elle voulait atteindre grâce à ce nouveau style appelé plus tard « Modern » en Russie et que les moscovites surnommèrent parfois de « style Rekkovski » du nom de Iakov Rekk,.

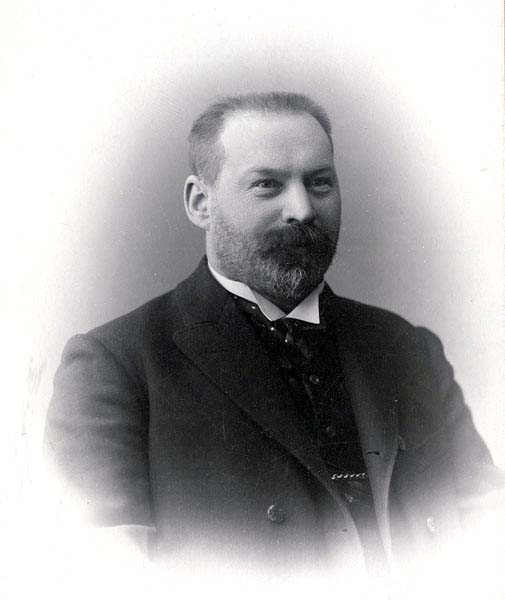
Lev Kekouchev
Photo 1907.

La société de commerce et de construction s'intéressait à des immeubles d'habitation à construire dans le centre de Moscou. Lorsqu'elle acquis les terrains de la rue Pretchistenka, elle avait déjà réalisé deux immeubles qui deviendront connus par le nom de leur propriétaire et dont l'architecte Lev Kekouchev avait réalisé les plans : l'hôtel particulier Mindovski et l'hôtel de Ponozovski dans la rue Povarskaïa. L'architecte Kekouchev, pionnier du "modern" et auteur du premier édifice de ce style, l'hôtel particulier List, acquit de l'expérience en construisant des maisons « clés sur porte » à l'époque où il travaillait comme architecte principal de la société créée par Savva Mamontov, la Société du Nord de construction de maisons. Après l'arrestation et la faillite de Mamontov en 1899-1900, Iakov Rekk racheta la société et demanda à Kekouchev de devenir l'architecte en chef de la " Société anonyme de commerce et de construction de Moscou ".
En 1904, Lev Kekouchev réalise son projet, important pour l'époque, de construire un immeuble de rapport à appartements. Ceci au moment où la Société anonyme de Moscou de commerce et de construction se lance dans la construction de plusieurs autres bâtiments de ce type,,. Les travaux de constructions se prolongent pendant deux ans environ. Puis au moment où les finitions se terminèrent (en 1906), c'est l'entrepreneur de Saint-Pétersbourg, I. P. Isakov qui en fait l'acquisition. Ce dernier remplaçait Iakov Rekk à la tête de la Société anonyme de Moscou de commerce et de construction,. La pratique de vente et achats par des dirigeants de sociétés d'immeubles construits était assez répandue : Rekk avait ainsi fait l'acquisition de plusieurs hôtels particuliers tandis qu'Isakov, avant de s'occuper de la maison de rapport de la rue Pretchistenka avait acquis l'hôtel particulier Mindovski (à la rue Povarska). Celui-ci, par la suite, ne trouva pas preneur avant qu'I. A. Mindovski n'en fasse l'acquisition et lui donne le nom qui lui est resté. Peu de temps après l'achèvement de l'immeuble de la rue Pretchistenka, l'activité de la Société anonyme de commerce et de construction de Moscou se réduit, et en 1914, elle est liquidée. Isakov resta propriétaire de la maison de rapport jusqu'à la Révolution d'Octobre et vécut quelques années dans un des 18 appartements de l'immeuble,.

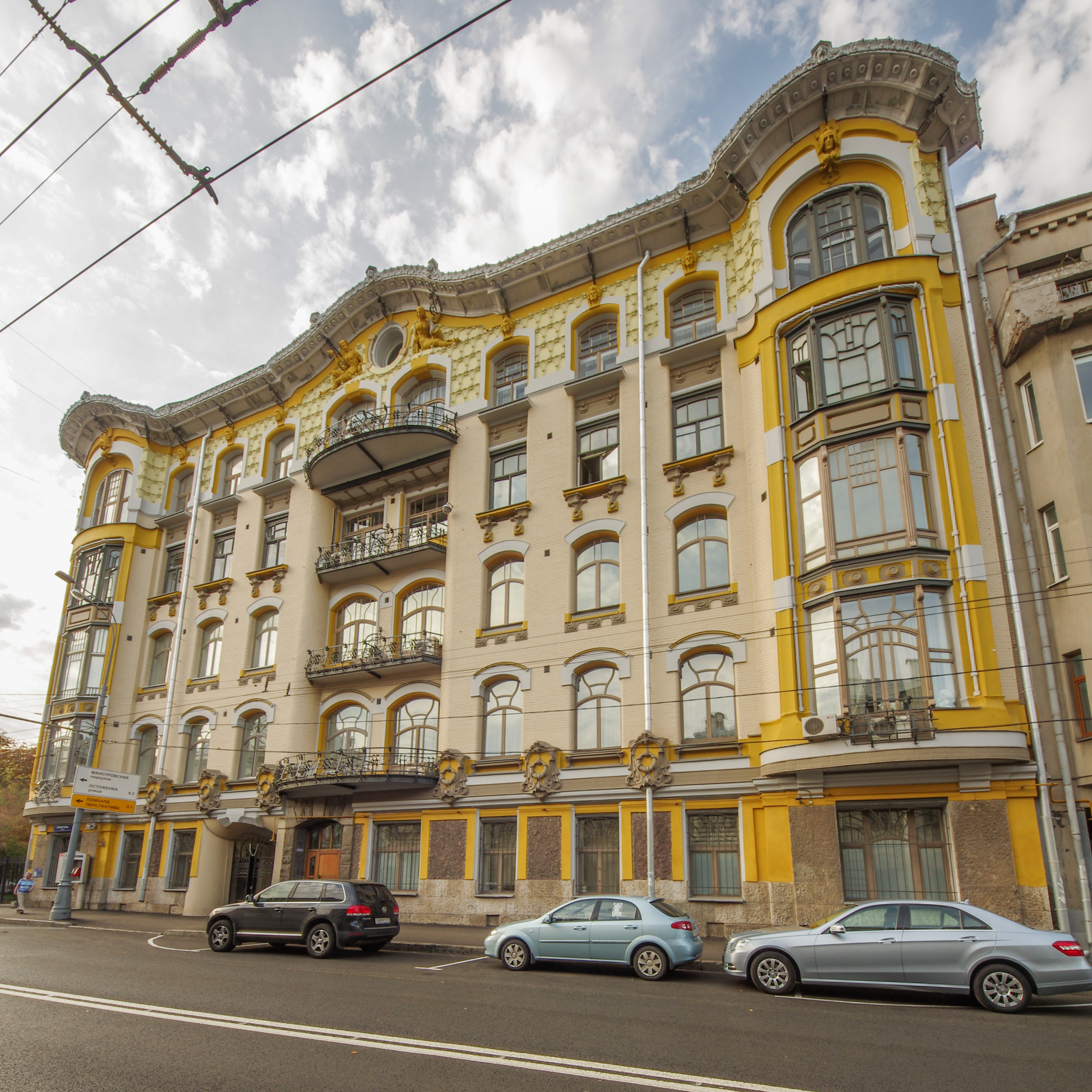
vue de face

L'architecte Kekouchev prit un appartement en location dans cet immeuble également (l'appartement no 9 en 1907) après le divorce d'avec son épouse. Plus tard, en 1909-1910, quand sa propre maison particulière fut vendue, il revient vivre dans un appartement de la maison Isakov avec ses enfants.
Après la Révolution d'octobre, le bâtiment est nationalisé. Dans les années 1920, une amicale des habitants de l'immeuble est mise en place, la plupart des grands appartements sont transformés en Kommounalkas, et deux de ceux-ci sont donnés à l'Institut des professeurs rouges ; vers le milieu des années 1920, 365 personnes vivaient dans l'immeuble. Dans les années d'avant guerre, le poète Edouard Assadov y vécut. 
À la différence d'autres immeubles imposants de Moscou, la maison Isakov conserva toujours sa fonction d'immeuble d'habitation, alors que durant l'époque soviétique, la plupart de ces immeubles furent utilisés par des institutions publiques. Actuellement, l'immeuble est classé parmi les habitations de prestige dont les prix sont les plus élevés,. L'immeuble est classé dans la liste du patrimoine culturel au niveau fédéral 
.

## Architecture

### Particularités stylistiques remarquables
Des descriptions et des photos de l'immeuble construit sont publiées dans les revues d'architectures du début du XXe siècle. Parmi celles-ci, le Guide de l'architecture de Moscou édité en 1913 par la Société d'architecture de Moscou pour les membres du 5e Congrès d'architecture russe,,, qui témoigne de l'attitude de la communauté professionnelle à l'égard de cette réalisation de Kekouchev en la considérant comme un modèle du nouveau style, qui reçut plus tard le nom de « modern » en Russie.
Les historiens d'art actuels et les chercheurs considèrent la maison Isakov comme l'une des meilleures réalisations moscovites réalisées en style modern. Elle est qualifiée de remarquable par l'historien d'art Dmitri Sarabianov. Le spécialiste architecte Mikhaïl Barkhin considère cet immeuble comme un exemple du fait de l'" intégralité " de son expression art nouveau. Les chercheurs qui s'intéressent à la variante de style de Kekouchev et sa biographe historienne d'art Maria Nachtchokina considèrent la maison d'Isakov comme l'une des réalisations les plus intéressantes de l'art nouveau à Moscou
et comme l'une des réussites les plus intéressantes de Kekouchev et de l'architecture en général,. Selon Nachtchokina, Kekouchev atteint une plénitude architecturale dans sa décoration "modern" en général et dans cet édifice en particulier.

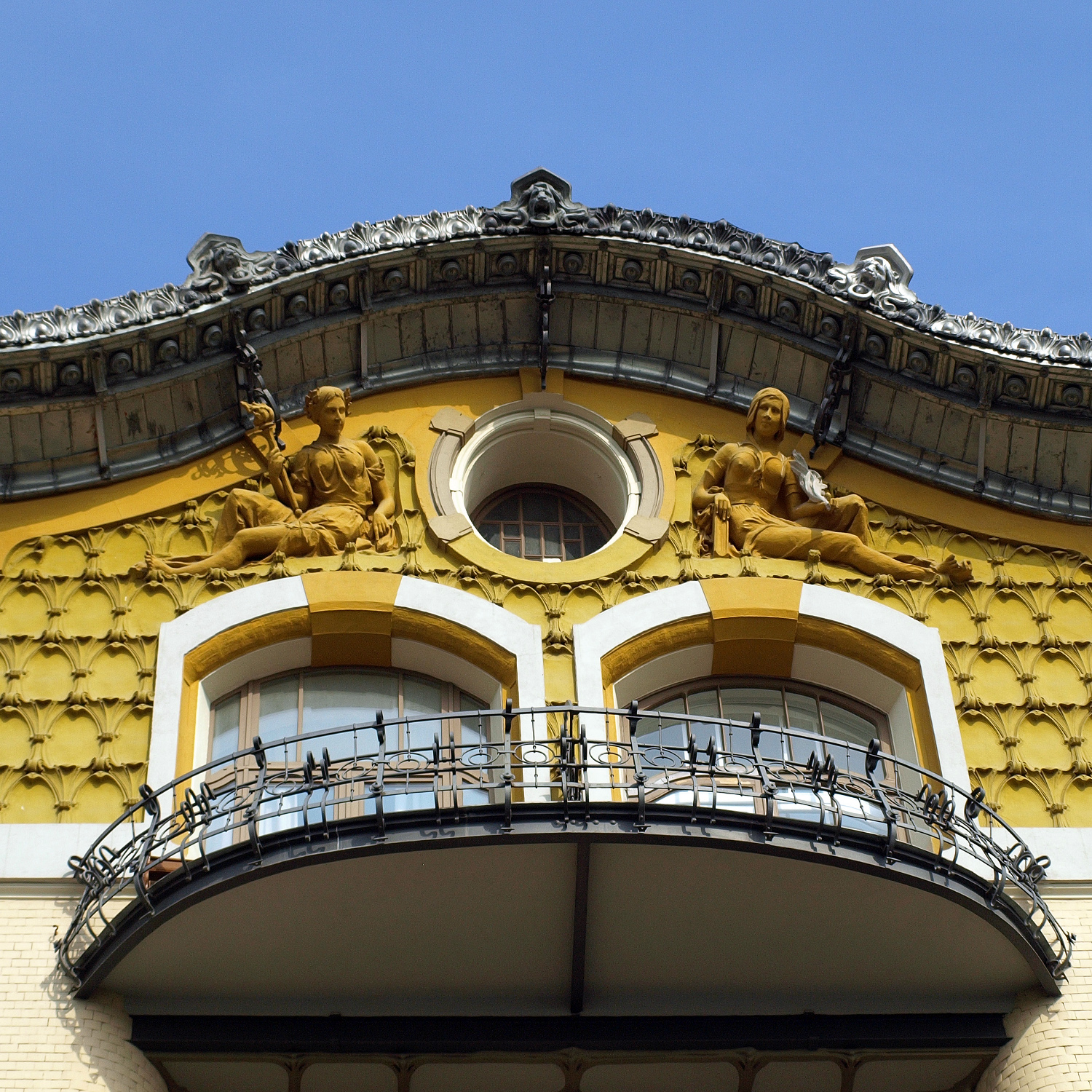
balcon sous l'attique
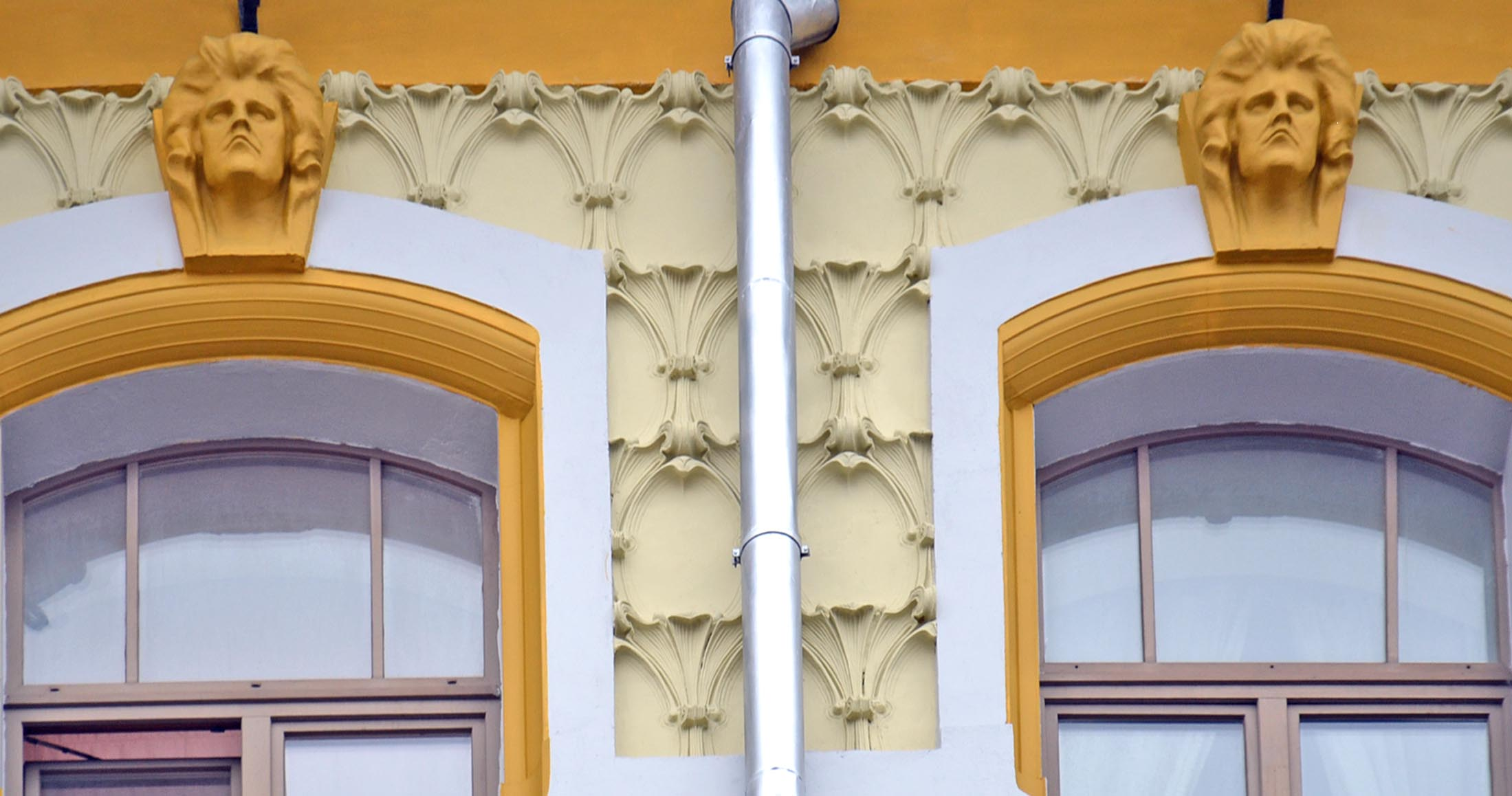
mascaron
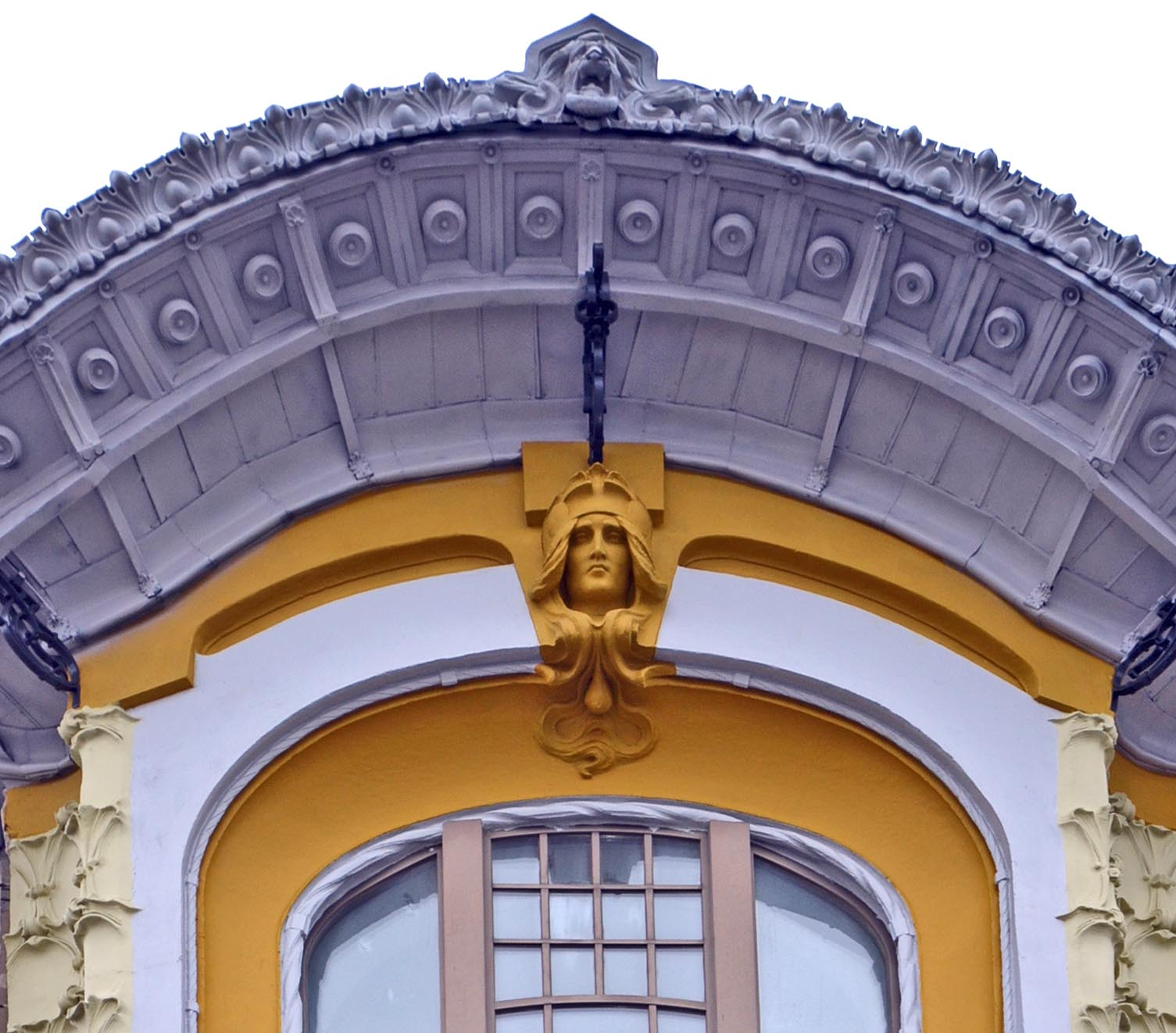
tête de femme
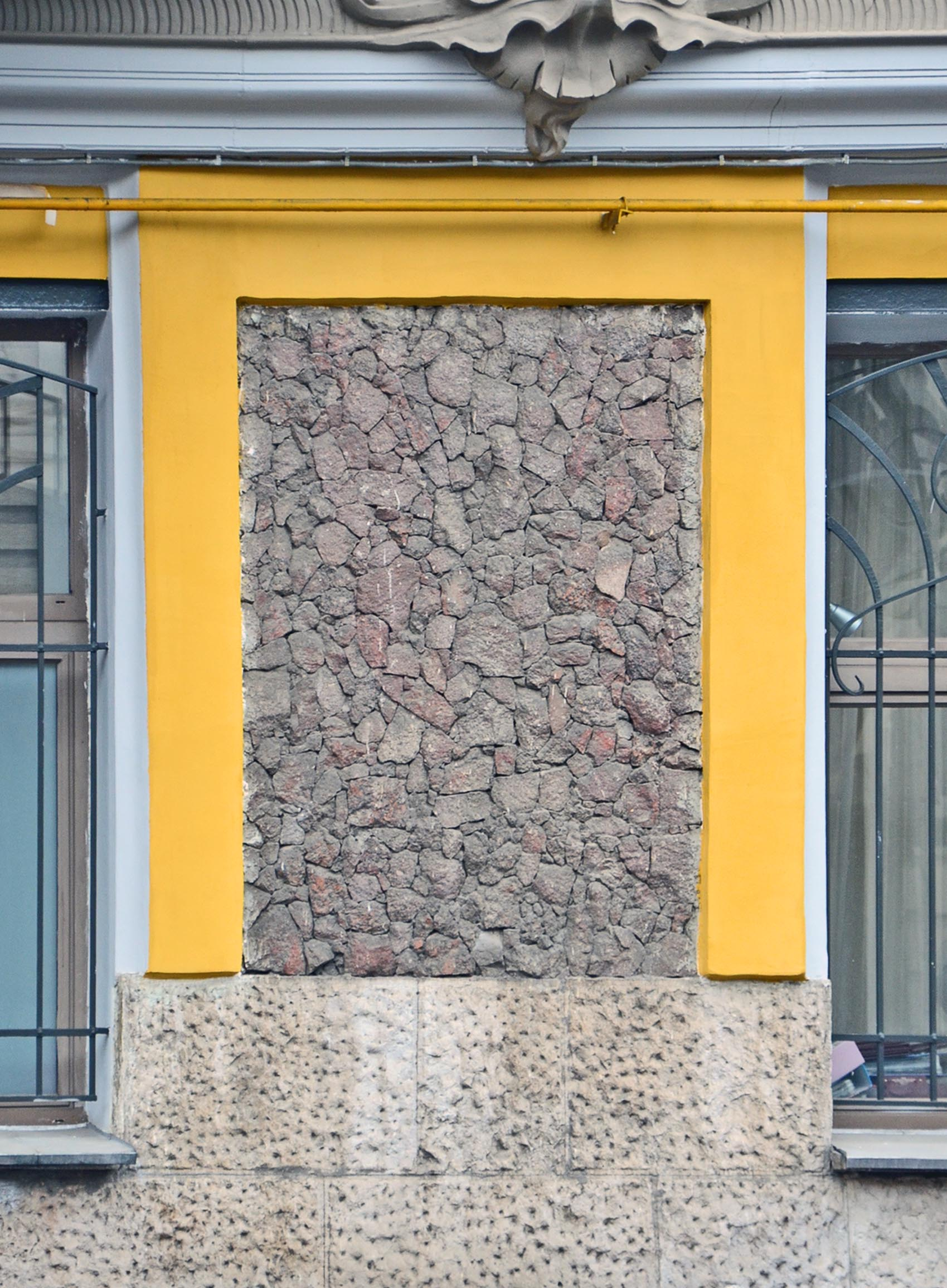
mosaïque en granite

Comme dans d'autres réalisations de Kekouchev de la période Art nouveau, l'influence occidentale est nettement perceptible ici. En particulier celle du fondateur du mouvement, le Belge Victor Horta. On observe ainsi le dessin linéaire du maître belge dans les dessins des balcons et des escaliers et rampes de la maison Isakov,. Selon William Brumfild, la décoration de la façade présente pour partie des motifs néo-baroques comme les sculptures anthropomorphiques se trouvant sur l'attique. Plusieurs éléments des ordres architecturaux sont présents sur les façades : la décoration des bordures de corniches sont ioniennes (des décorations de forme ovoïdes en alternance avec des feuilles aux bouts pointus), ainsi que les impostes des fenêtres et d'autres détails décoratifs. Selon M Hachtchokina les reliefs en briques réalisés sur les murs annoncent les formes européennes de l'Art déco.

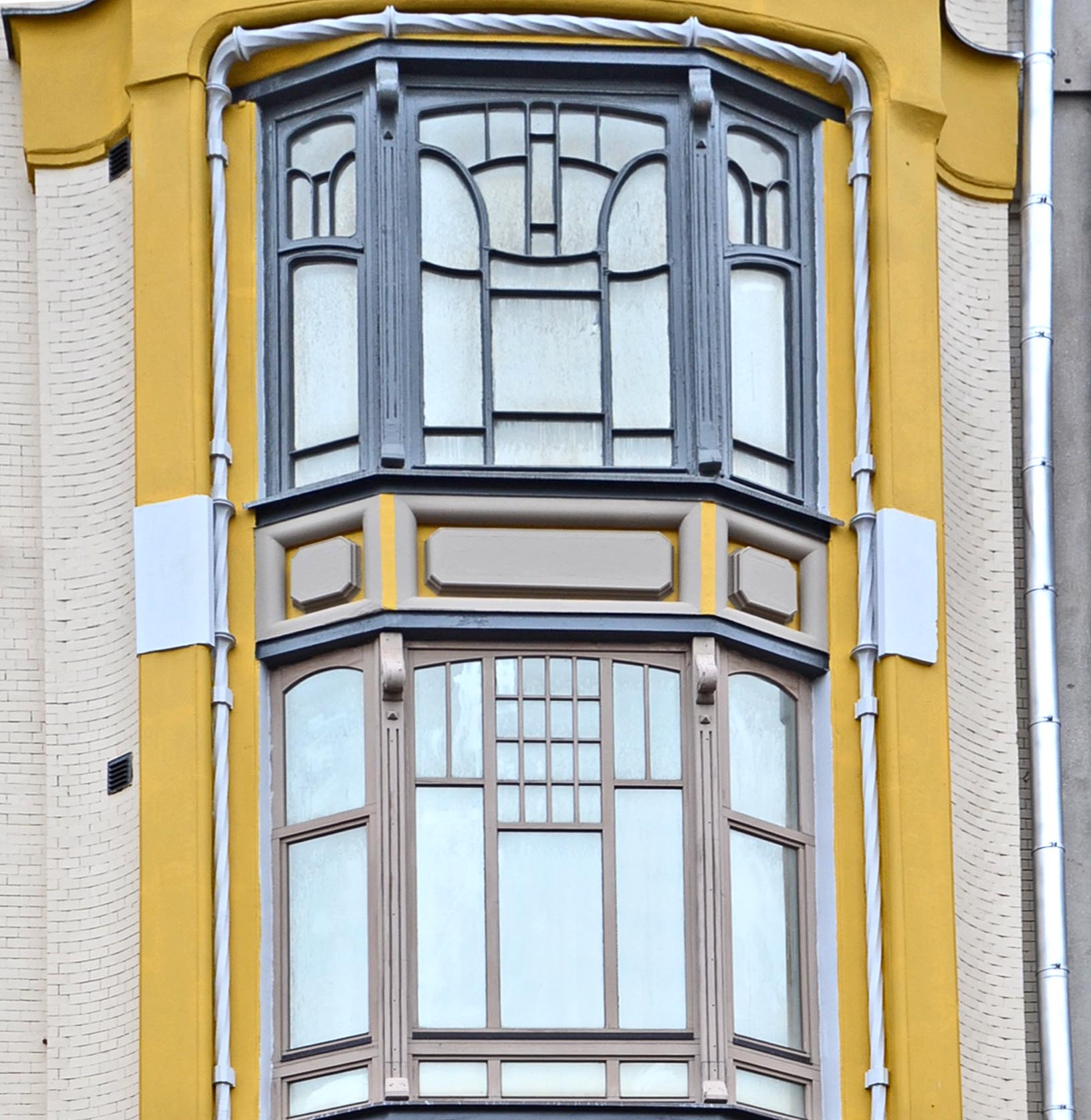
baie vitrée, photo de 2015

### Aménagements intérieurs

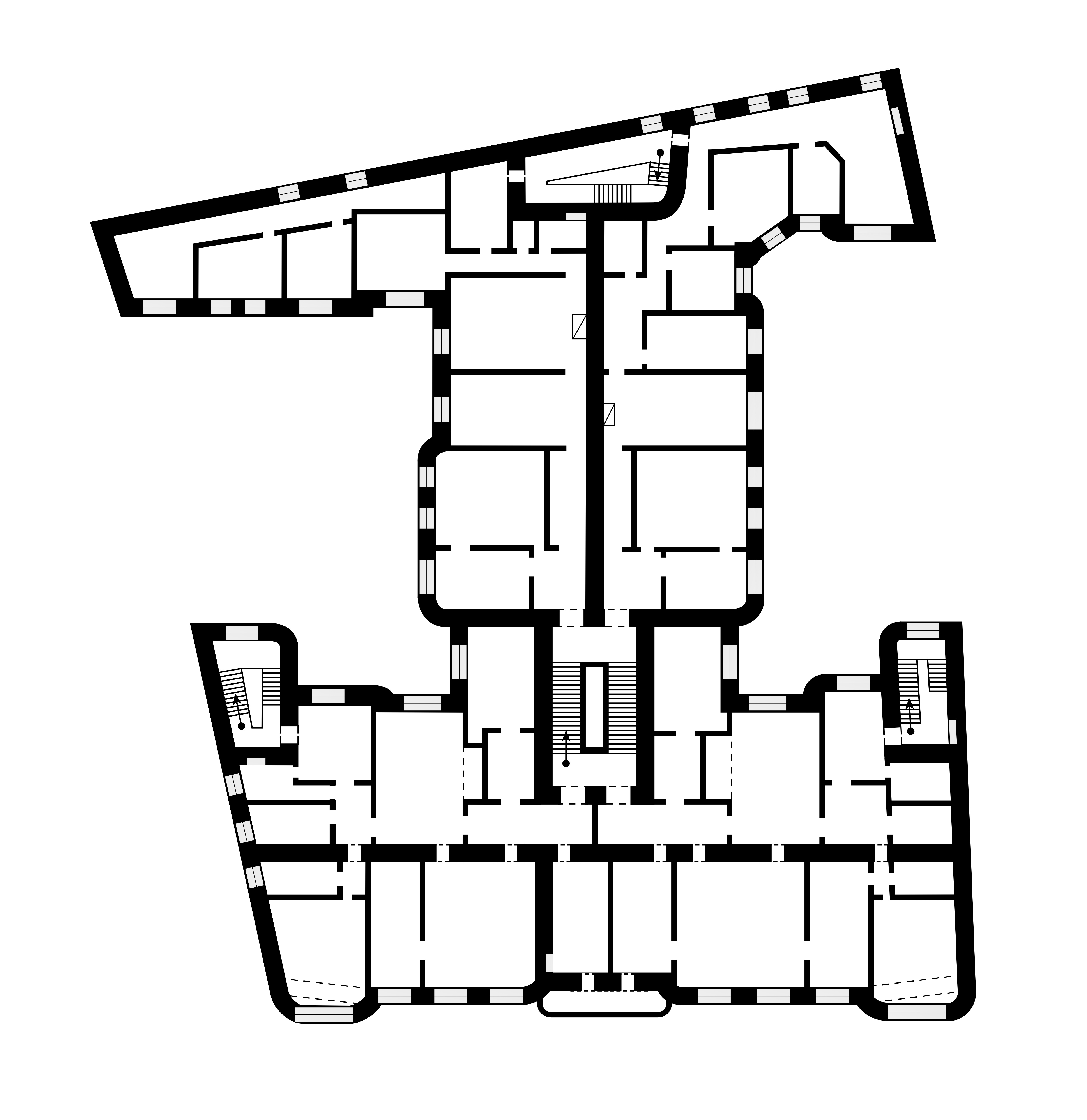
Plan du premier étage

Au centre de l'immeuble se trouve le volume vertical du grand escalier qui divise chaque étage en une partie avant tournée vers la rue et une partie arrière vers la cour.
La surface totale du bâtiment est de 6.600 mètres carrés. C'est une construction destinée à être donnée en location à des bourgeois aisés. À l'origine, elle comprenait quatre appartements à chaque étage : deux donnant vers l'avant et deux vers l'arrière. Conçus par la société de commerce et de construction de Moscou, cet immeuble d'habitation devait attirer une clientèle non seulement par l'allure élégante de sa façade, mais aussi par l'aspect somptueux des décorations à l'intérieur des appartements. Les plus prestigieux étaient ceux situés au premier étage en façade. Ils disposaient de plusieurs cheminées, de décorations de majolique multicolores avec pour chaque appartement un dessin particulier, des stucs aux plafonds et des balcons à la française. Plusieurs escaliers de service permettaient un accès séparé pour le personnel de maison. Les autres appartements étaient conçus de manière plus sobre.

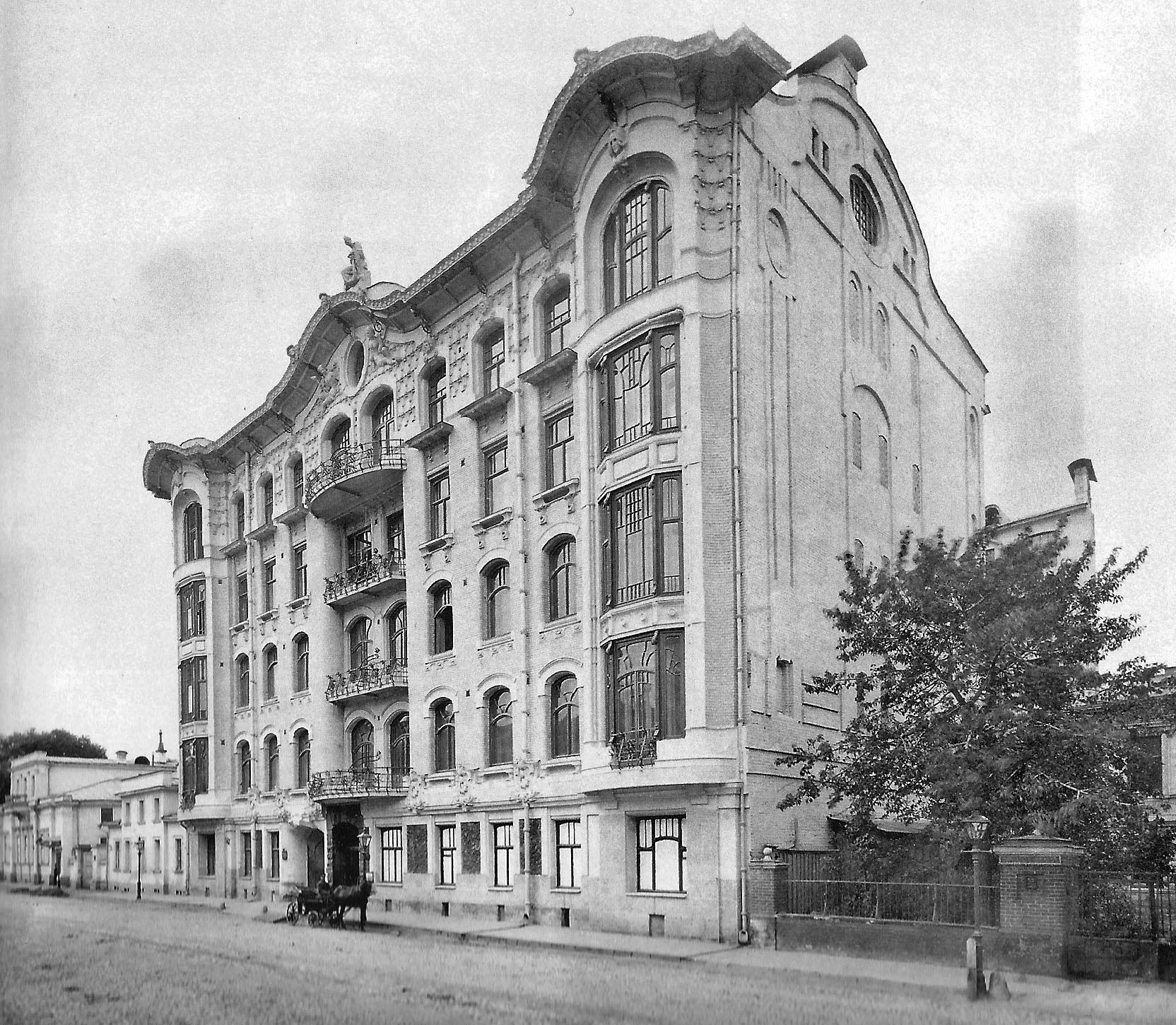
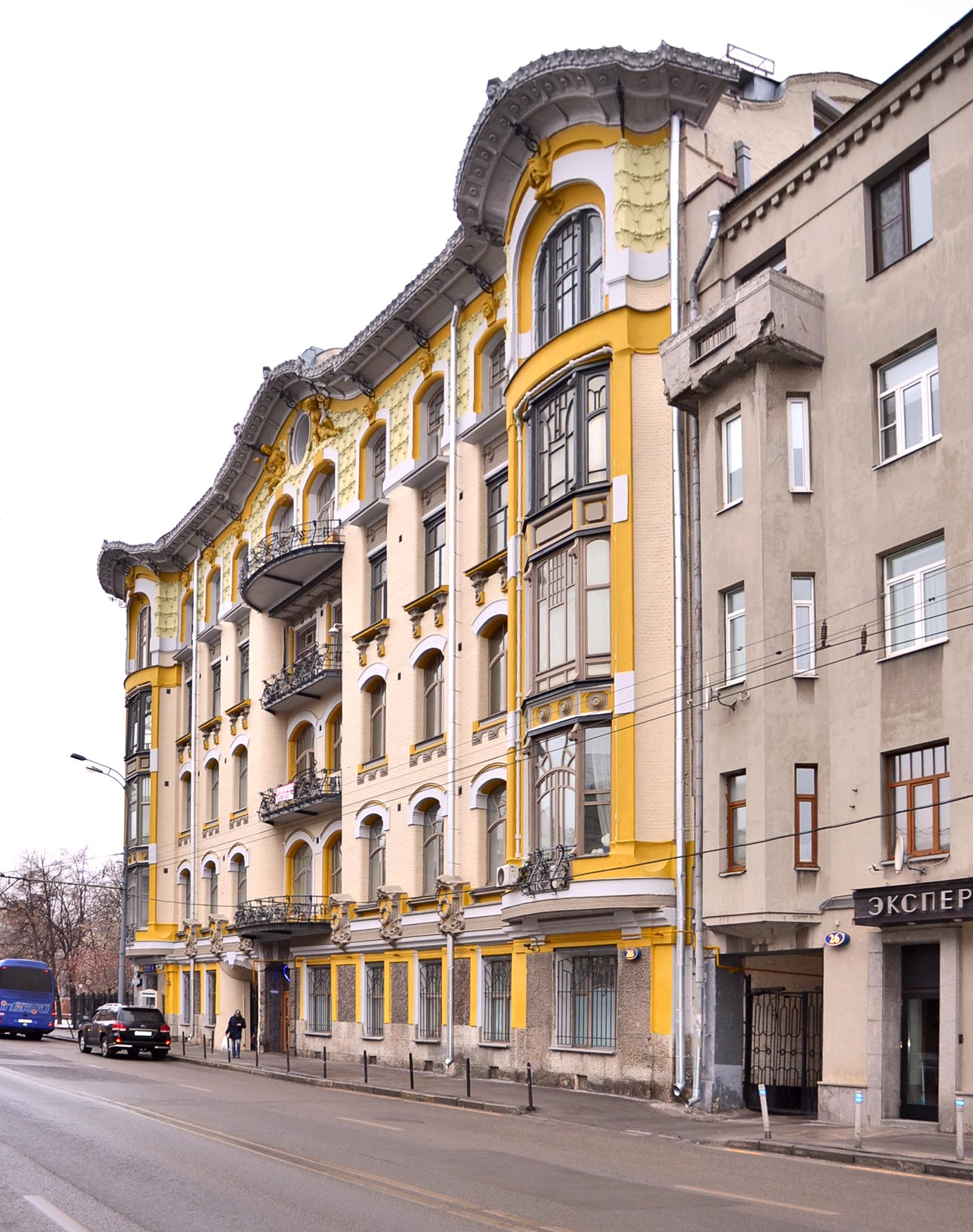

À la suite de nombreuses réparations et transformations par du personnel non qualifié, la plupart des appartements ne sont pas arrivés intacts jusqu'à nous. Toutefois, les cheminées ont été conservées dans plusieurs d'entre eux, de même que les stucs et les peintures des plafonds. Des éléments intéressants du hall d'entrée sont également restés intacts : les panneaux muraux en chêne, les carreaux de céramique et les balustrades des escaliers en fer forgé. Ceux-ci ont été réalisés sur base des dessins de Lev Kekouchev qui a utilisé abondamment les motifs modernes des volutes, spirales aux courbes dynamiques comme le veut l'Art nouveau,.

### Réfections et dommages
Outre la perte d'une partie des intérieurs, il faut aussi déplorer des modifications qui affectent la vue d'ensemble de l'immeuble à l'extérieur. À droite de la façade du bâtiment Art nouveau, un autre immeuble de cinq étages qui vient cacher le dessin de la façade latérale du côté Est et enlève la perception du volume qu'on pouvait en avoir. Au début de l'année 2010, de grands tuyaux de cheminées ont été ajoutés qui modifient malheureusement la silhouette du côté gauche de l'immeuble. 
Plusieurs éléments décoratifs ont disparu, comme la sculpture sur le toit, des détails sur les corniches, des parties en relief sur les bords des châssis et encore une série d'autres éléments de la façade. Durant la restauration de la fin du XXe siècle début du XXIe siècle, au premier étage entre les fenêtres ont été ajoutés des stucs ronds ornés d'une couronne en leur centre. Elles sont censées remplacer des sculptures similaires enlevées à l'époque soviétique. Selon M. Nachtchokina, ces nouveaux éléments sont « tout à fait grossiers et sans rapport avec le style de ce qui existait avant » et diminuent les qualités artistiques de l'édifice. Selon l'historienne, contrairement à l'aspect donné par les couleurs initiales, celles actuelles, appliquées dans les années 2000, sont trop claires et modifient l'allure de la façade. Les modifications les plus préjudiciables apportées par les restaurations récentes des années 2000, sont toutefois les changements apportés aux cadres des châssis originaux en chêne remplacés par des copies en matière plastique qui ne présentent plus qu'une copie approximative des dessins originaux de Kekouchev,.